# Zikim
Zikim (en hebreo: זיקים‎) es un kibutz ubicado en el distrito Sur de Israel. Situado en la llanura costera israelí, alrededor de 7 km al suroeste de Ascalón, recae bajo la jurisdicción del concejo regional de Hof Ascalón. En 2023 tenía una población de 944 habitantes.

## Historia
Zikim fue fundado en 1949, por un grupo de judíos rumanos miembros de la organización sionista socialista Hashomer Hatzair, en tierras que habían pertenecido a la despoblada aldea palestina de Hiribya.
En aquella época, los asentamientos judíos en el Néguev eran muy escasos, y cada nuevo emplazamiento se consideraba un "punto de luz" (zik) en el desierto. A Michael Harsgor, más tarde historiador israelí, se le ocurrió el nombre mientras estaba encarcelado en Rumania por su actividad en Hashomer Hatzair. Dice que tradujo al hebreo una cita de Aleksandr Pushkin: "De las chispas saldrá una llama".
Zikim atrajo a miembros de Hashomer Hatzair de todo el mundo, destacando la migración procedente de Sudamérica. El actor británico Bob Hoskins, aunque no era judío, trabajó como voluntario en Zikim en 1967.
En 2006, un cohete Qassam disparado desde el norte de la Franja de Gaza alcanzó una fábrica de colchones de Zikim. La Yihad Islámica Palestina reivindicó la autoría del ataque con cohetes. En julio de 2014, cinco palestinos armados intentaron cruzar a Israel por la playa del kibutz. Murieron por disparos de las Fuerzas de Defensa de Israel.
Durante la guerra Israel-Gaza de 2023, Hamás asaltó de forma anfibia la base militar Bahad 4 y el kibutz en la Batalla de Zikim. Hamás mató a entre 10 y 15 civiles, 7 soldados y dejó decenas de heridos en la masacre ocurrida en la playa.

## Economía
Los principales cultivos son el mango y el aguacate. Zikim también explota una de las mayores granjas lecheras de Israel. El principal producto industrial es el poliuretano, producido por la fábrica del kibutz, Polyrit.